# 1770 au Canada
Pour un article plus général, voir Chronologie du Canada.
Cet article traite des événements qui se sont produits durant l'année 1770 au Canada.

## Événements

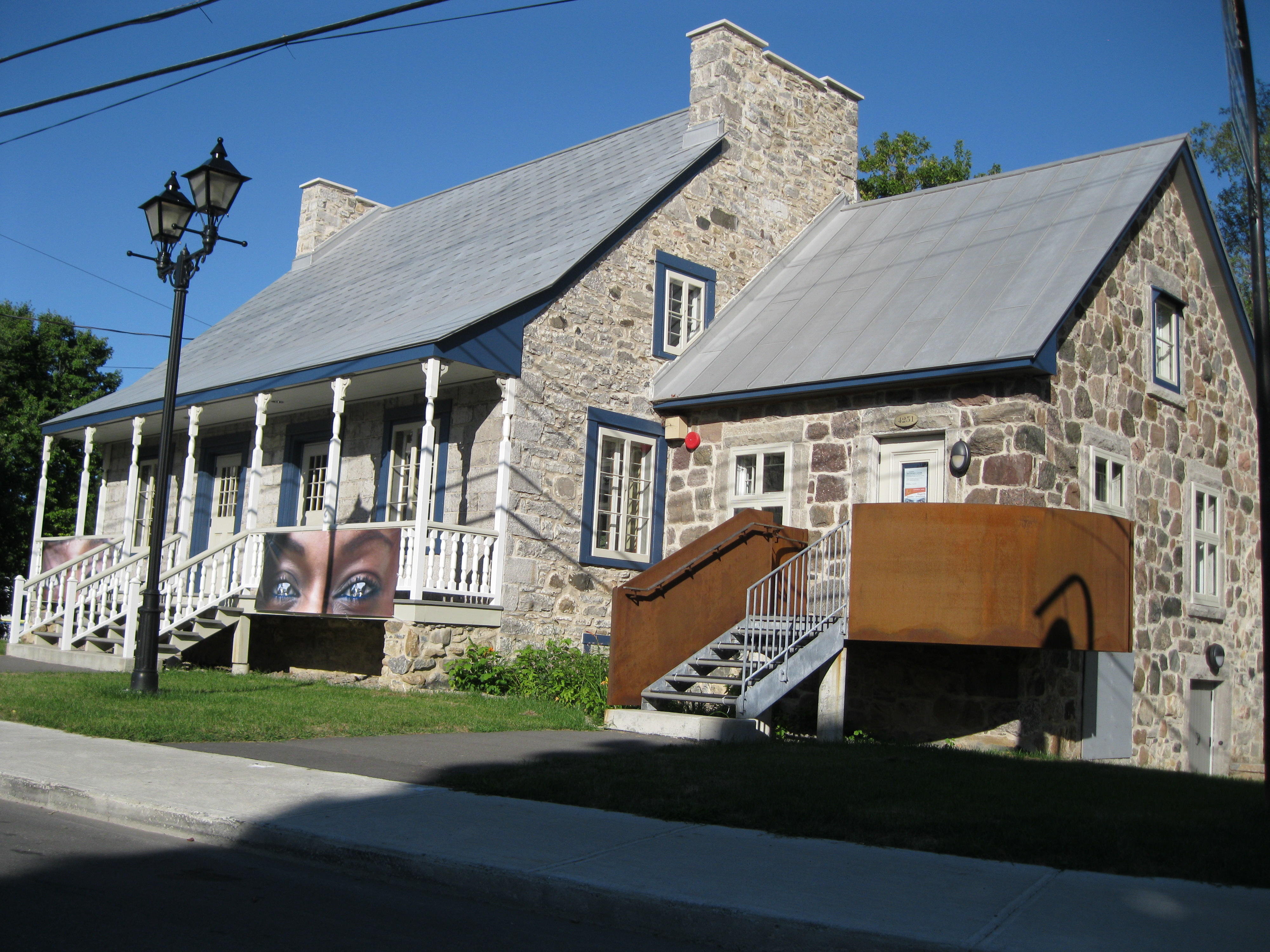
Maison Brignon-Dit-Lapierre à Montréal, construite en 1770.

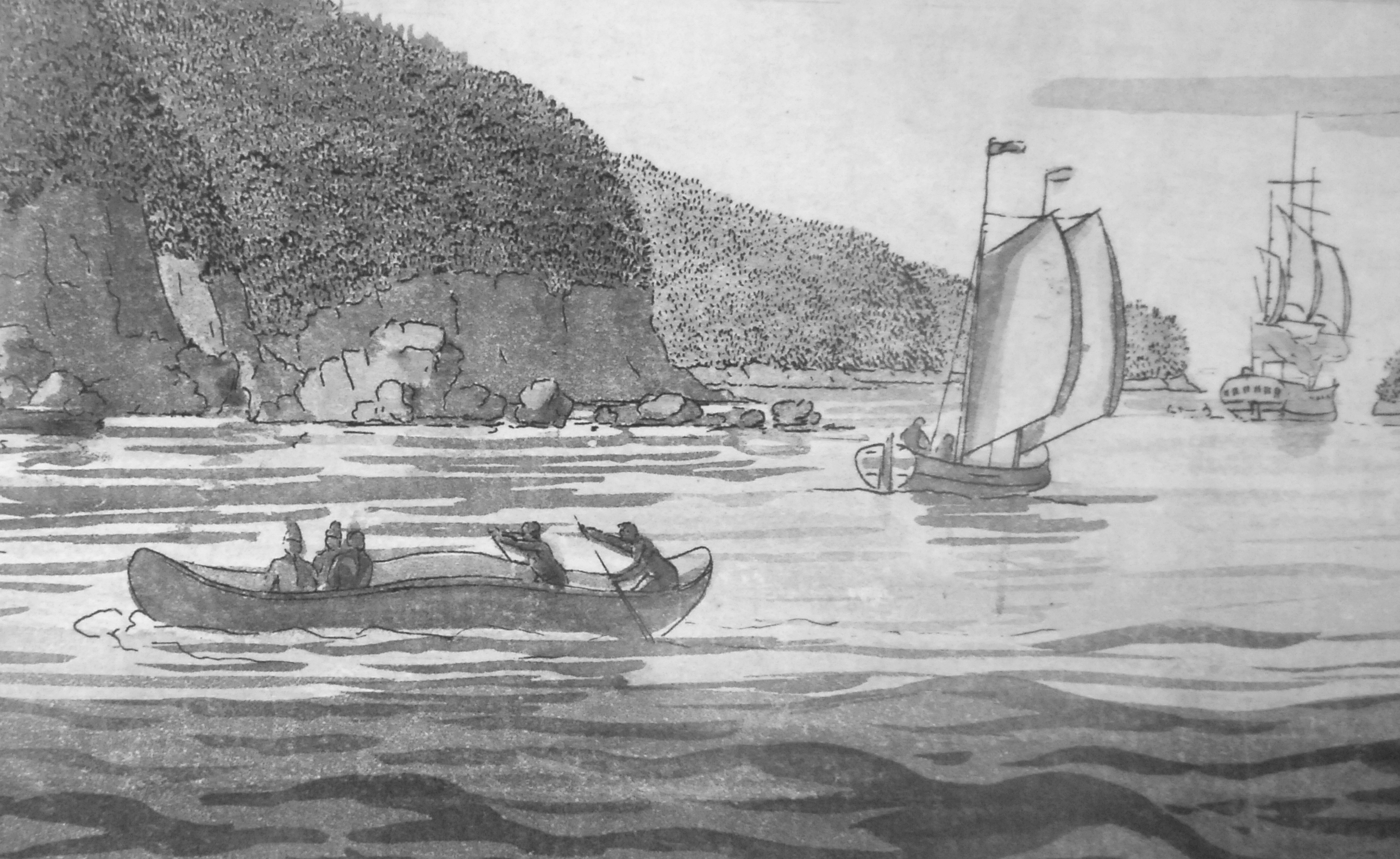
Canot micmac dans la Baie de Fundy par Joseph Frederick Wallet Desbarres.

- Mai : élection de la 5e assemblée générale de la Nouvelle-Écosse.
- Septembre : Walter Patterson entre en fonction comme gouverneur de l'île Saint-Jean.
- Début de la construction du Fort Amherst à l'entrée du port de Saint-Jean de Terre-Neuve.
- George Cartwright établit des stations de pêche et traite de fourrure au Labrador. Il va établir des relations avec des innus.
- Décembre : Samuel Hearne entreprend un voyage d'exploration de la Baie d'Hudson vers la Rivière Coppermine.

## Naissances
- 31 mars : Jacob Jordan (fils), militaire et homme politique.
- 7 avril : William Wordsworth, poète.
- 30 avril : David Thompson, explorateur.
- 15 mai : Ezekiel Hart, homme d'affaires et homme politique canadien.
- 23 octobre : George Ramsay, lieutenant-gouverneur de Nouvelle-Écosse et gouverneur général de l'Amérique du Nord britannique.

## Décès
- 12 février : Christopher Middleton, explorateur.
- Jean-François Eurry de La Pérelle, officier militaire.